# Баранов Петро Йонович
Петро Йонович Баранов (нар. 22 вересня 1892, місто Санкт-Петербург — загинув 5 вересня 1933, Московська область, Російська Федерація) — радянський військовий діяч, начальник Військово-повітряних сил РСЧА. Член Центральної контрольної комісії РКП(б) у 1924—1925 роках. Кандидат у члени ЦК ВКП(б) у 1927—1933 роках.

## Життєпис
Народився в родині робітника.
Член РСДРП(б) з 1912 року.
У 1913 році висланий із Санкт-Петербурга і позбавлений права проживання у великих містах Російської імперії. За революційну діяльність не раз був заарештований.
У 1915 році мобілізований на військову службу до російської армії, дезертирував, вів нелегальну революційну діяльність у Харкові. У 1916 році за революційну агітацію був заарештований і засуджений військово-польовим судом до восьми років каторги, але після Лютневої революції 1917 року звільнений.
У липні 1917 року направлений на Румунський фронт, де у вересні 1917 року був обраний головою фронтового відділу ради солдатських депутатів Румунського фронту (Румчероду), а з жовтня 1917 року — членом військово-революційного комітету та комітету РСДРП(б) 8-ї армії.
З 15 грудня 1917 року Баранов очолював військово-революційний комітет Румунського фронту. Брав участь у переговорах з військовим міністром Румунії Янковеску, а також командувачем російськими арміями на Румунському фронті Д.Щербачовим. Від січня 1918 року — голова військово-революційного комітету 8-ї армії.
У 1918 році вступив до лав Червоної армії. З 7 по 20 квітня 1918 року командував 4-ю Донецькою робітничою армією Донецько-Криворізької республіки, що намагалася стримати наступ австро-німецьких військ на Донбас.
У 1918 році — начальник штабу головнокомандувача збройними силами Південних Республік; комісар штабу та помічник начальника політичного відділу 4-ї армії РСЧА.
7 квітня — 6 травня 1919 року — член Революційної військової ради (РВР) 8-ї армії Південного фронту РСЧА. Потім — член РВР Південної групи Східного фронту.
15 серпня 1919 — 16 жовтня 1919 року — член РВР Туркестанського фронту. 16 жовтня 1919 — 27 вересня 1920 року — член РВР 1-ї армії Туркестанського фронту.
31 жовтня — 31 грудня 1920 року — член РВР 14-ї армії Південно-Західного фронту РСЧА.
У 1921 році — начальник політичного відділу Збройних сил України і Криму (РСЧА).
У березні 1921 року був учасник придушення Кронштадтського повстання.
18 травня 1921 — 7 квітня 1922 року — член РВР Туркестанського фронту, командувач військ Ферганській області. Керував частинами Червоної армії у військових діях проти басмацтва.
Одночасно, в 1921—1922 роках — член Туркестанського бюро ЦК РКП(б).
У 1923 році призначений начальником і комісаром броньових сил РСЧА.
У серпні 1923 — 10 грудня 1924 року — заступник начальника, 10 грудня 1924 — 28 червня 1931 року — начальник Військово-повітряних сил РСЧА. Одночасно, 21 березня 1925 — 28 червня 1931 року — член РВР СРСР.
15 квітня 1925 року Баранов підписав документ про створення німецької авіаційної школи «Липецьк». У 1929—1930 роках під вигаданим прізвищем очолював делегацію радянських інженерів в США, які закуповували машини для промисловості.
З 6 червня 1931 року — членом президії Вищої ради народного господарства СРСР і начальник Всесоюзного авіаційного об'єднання.
З січня 1932 по 5 вересня 1933 року — начальник Головного управління авіаційної промисловості Народного комісаріату важкої промисловості СРСР та заступник народного комісара важкої промисловості СРСР.
5 вересня 1933 року загинув разом із дружиною Белою Мойсеївною Барановою (Беркович) в авіаційній катастрофі під Подольськом Московської області. Похований у Москві на Красній площі біля Кремлівської стіни.

## Нагороди
- орден Леніна (17.08.1933)
- орден Червоного Прапора
- Військовий орден Хорезмської Народної Радянської Республіки
- Золота Зірка Бухарської Народної Радянської Республіки